# Kobdilj
Kobdilj (wł. Cobidil San Gregorio) – wieś w zachodniej Słowenii, w historycznej krainie Przymorze, w regionie statystycznym Obalno-kraška, w gminie Komen, dziewięć kilometrów od granicy z Włochami. Liczba ludności Kobdijl wynosiła w 2002 r. 194 osoby, natomiast powierzchnia – 5,82 km².
W miejscowości znajduje się obserwatorium astronomiczne wybudowane w latach 2005–2008 i działające od stycznia 2008 r. Przeznaczone jest przede wszystkim do monitorowania gwiazd zmiennych.
W Kobdijl urodzili się: architekt i urbanista Max Fabiani oraz rzymskokatolicki biskup i teolog Anton Mahnič.